# Feliks Jan Bentkowski

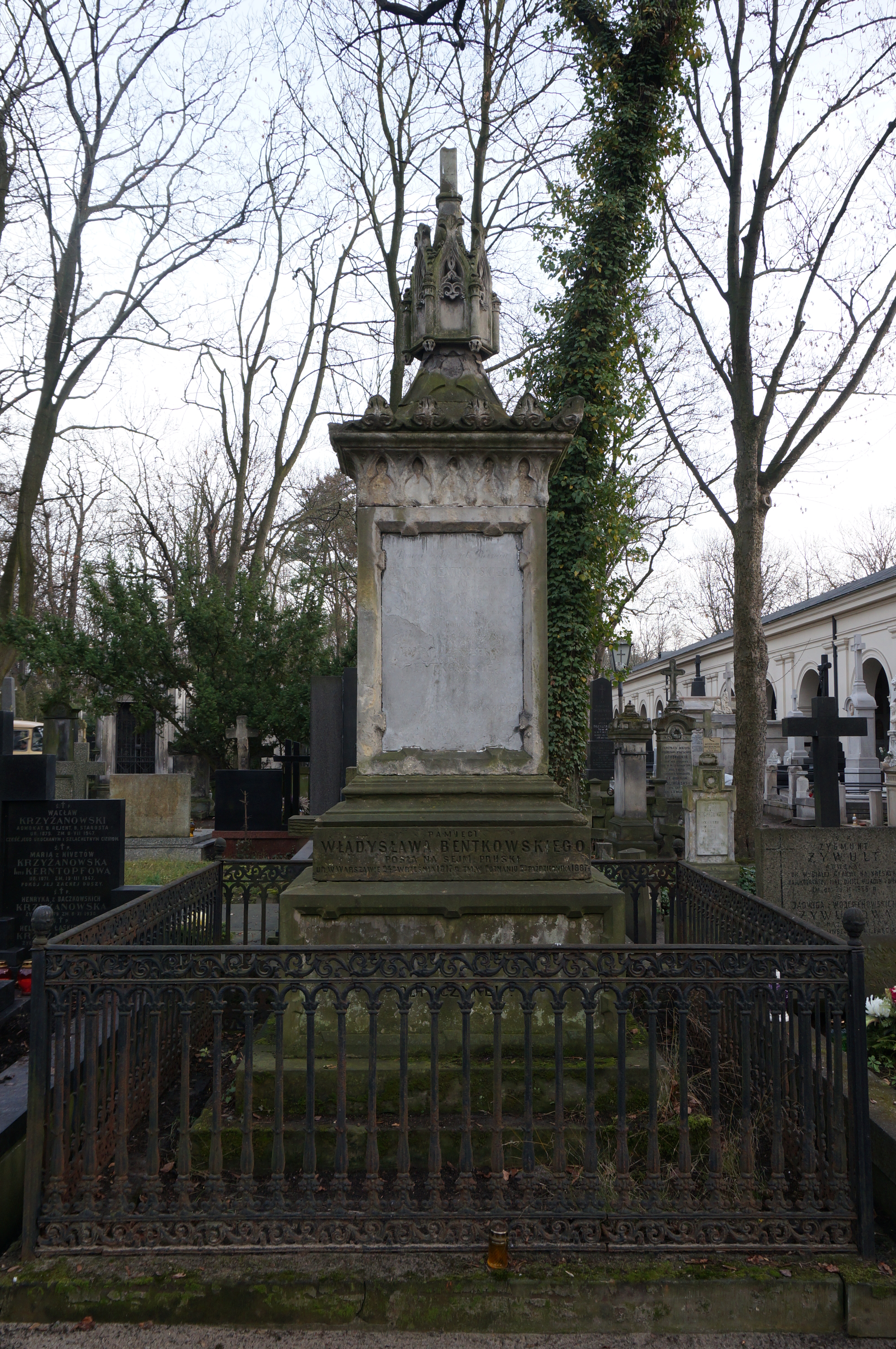
Grób Feliksa Bentkowskiego na cmentarzu Powązkowskim

Feliks Jan Bentkowski pseud. i krypt.: F. B., Niebylski, X. J., (ur. 27 maja 1781 w Lubartowie, zm. 28 sierpnia 1852 w Warszawie) – historyk literatury, bibliograf, językoznawca i archiwista.

## Życiorys
Syn oficjalisty Józefa Sanguszki i Marianny z Nowickich. Pierwsze nauki pobierał w szkołach pijarskich i pojezuickich w Warszawie. W roku 1797 objął posadę nauczyciela domowego u Ignacego Tiede, skierniewickiego plenipotenta arcybiskupa I. Krasickiego. Wykształcenie średnie uzupełnił w Instytucie Pedagogicznym w Sulechowie nad Odrą (Züllichau), gdzie jednocześnie uczył języka polskiego w niższych klasach.
W latach 1802–1803, jako stypendysta rządu pruskiego, studiował w Niemczech na Uniwersytecie w Halle, był też tam lektorem języka i literatury polskiej. Wrócił do kraju i w roku 1803 został powołany na profesora języków starożytnych i niemieckiego w Liceum Warszawskim. Od września roku 1807 wykładał tamże język i literaturę polską. 15 września roku 1809 został mianowany profesorem literatury polskiej i powszechnej oraz objął stanowisko kierownika nauczania języka polskiego, stylu i literatury (kierownictwo to częściowo, w zakresie nauczania języka i stylu przekazał w roku 1811 W. A. Szweykowskiemu). Od roku 1809 wykładał dodatkowo historię Polski i historię powszechną, a w roku 1810 został kierownikiem nauczania historii i geografii. W roku 1811 Towarzystwo do Ksiąg Elementarnych zleciło mu przygotowanie podręcznika literatury dla klasy VI szkół wojewódzkich. W latach 1811–1817 sprawował funkcję kierownika biblioteki licealnej. W tym samym czasie pełnił obowiązki nauczyciela w domu Tomasza Ostrowskiego.
W roku 1812 ożenił się z Emilią Zeydler. Jego córka Klementyna wyszła za mąż za Kazimierza Stronczyńskiego. Miał także syna Alfreda, lekarza działającego w Poznaniu, pod koniec życia księdza katolickiego związanego ze Zmartwychwstańcami w Rzymie.
W roku 1816 Feliks Bentkowski, jako pierwszy został uhonorowany godnością Doktora honoris causa Uniwersytetu Jagiellońskiego oraz uzyskał doktorat filozofii (za Historię literatury polskiej...). W tym samym czasie został członkiem korespondentem Towarzystwa Naukowego Krakowskiego oraz sprawował piecze nad płockim Towarzystwem Naukowym. Od 7 października roku 1817 do roku 1832 był profesorem historii powszechnej na Królewskim Uniwersytecie Warszawskim, od 1821 trzykrotnie był dziekanem Wydziału Nauk i Sztuk Pięknych. Przy Uniwersytecie założył Gabinet Numizmatyczny, którego był dyrektorem. Od roku 1823 był także nauczycielem syna wielkiego księcia Konstantego.

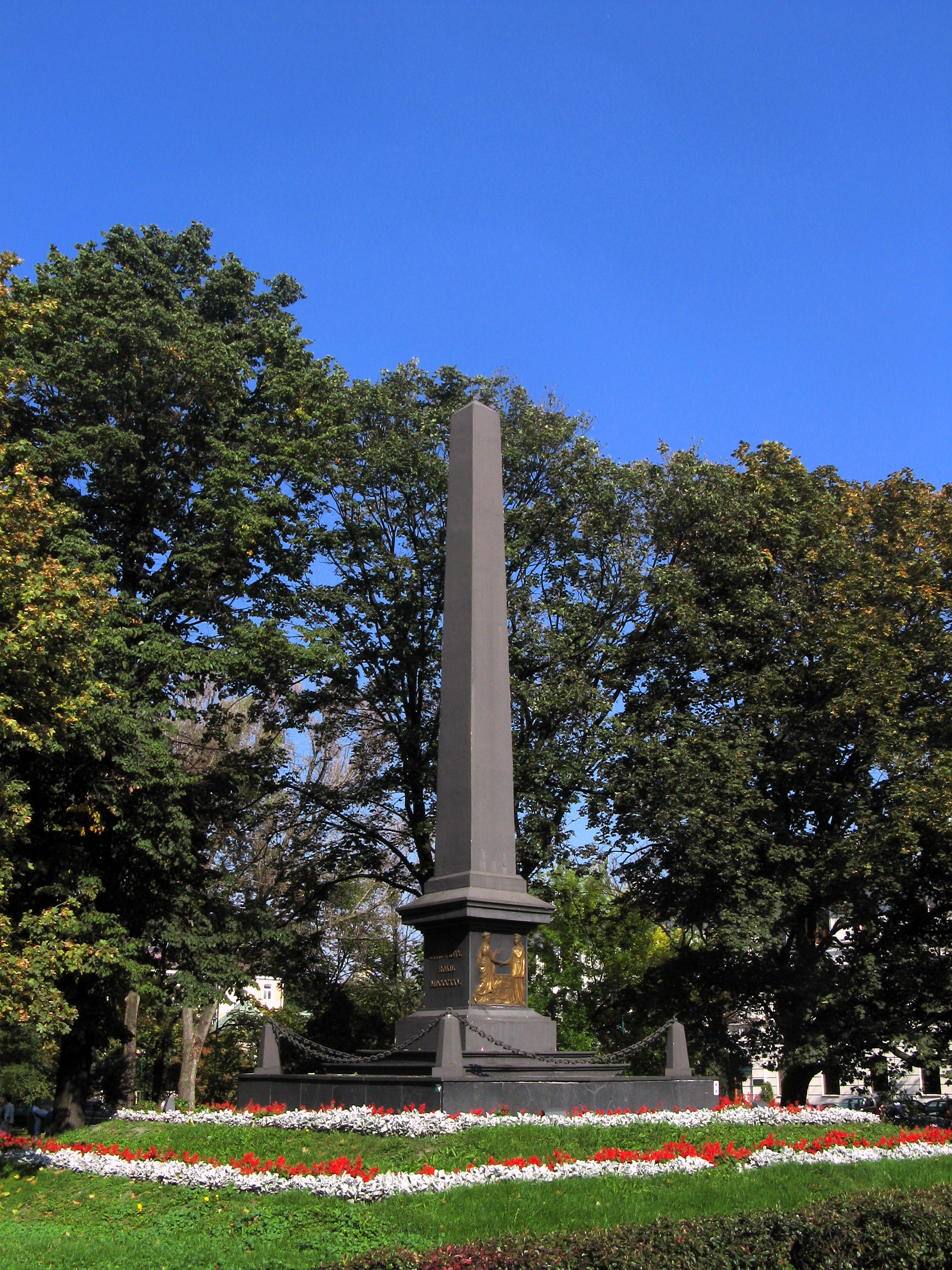
Pomnik Unii Lubelskiej

W 1825 Bentkowski zaprojektował Pomnik Unii Lubelskiej w Lublinie. Wolnomularz (V stopnia), członek lóż masońskich: Wielki Wschód Polski, Rycerze Gwiazdy i Bracia Zjednoczeni na Wschodzie Warszawy. Po przejściu na emeryturę od roku 1833, pełnił funkcję honorowego sędziego pokoju, a od roku 1838 do śmierci, kierował Archiwum Głównym Królestwa Polskiego. Zmarł 28 sierpnia roku 1852 w Warszawie. Spoczywa na cmentarzu Powązkowskim w Warszawie (kwatera 16-6-27/28).
W 1819 roku został kawalerem Orderu Świętego Stanisława IV. klasy.

## Twórczość
Autor pierwszej historii literatury polskiej. W latach 1811–1817 pomagał Samuelowi Lindemu przy redakcji Słownika języka polskiego oraz był współpracownikiem (głównie jako recenzent) czasopisma Hallische Allgemeine Literatur-Zeitung. W roku 1813 został powołany na członka warszawskiego Towarzystwa Przyjaciół Nauk, brał udział w pracach nad polską ortografią.
W roku 1814 wydał „Historię literatury polskiej wystawionej w spisie dzieł drukiem ogłoszonych” (t. 1–2, 1814). W dziele tym dokonał podsumowania wiedzy o polskiej literaturze. Sklasyfikował według gatunków literackich dzieła, jak i analizował i oceniał twórczość najwybitniejszych autorów. Praca ta odegrała dużą rolę, stając się przyczynkiem do dalszych poszukiwań i badań nad literaturą polską. W latach 1815–1821 redagował miesięcznik naukowo-literacki Pamiętnik Warszawski. Od roku 1842 był członkiem redakcji i współpracownikiem Biblioteki Warszawskiej.
Był encyklopedystą. Wymieniony został jako redaktor naczelny Encyklopedii obrazowej systematycznej wydanej w Warszawie w latach 1835–1838.

### Ważniejsze dzieła
- O najdawniejszych książkach drukowanych w Polszcze, a w szczególności o tych, które Jan Haller w Krakowie wydał[4], Warszawa 1812
- Historia literatury polskiej wystawiona w spisie dzieł drukiem ogłoszonych, t. 1–2, Warszawa-Wilno 1814; fragmenty t. 1 przedr. H. Markiewicz Teoria badań literackich w Polsce. Wypisy, t. 1 (Kraków 1960); red. pierwsza tomu 1 pt. „O literaturze polskiej” powst. około roku 1810; rękopis: Biblioteka Czartoryskich, sygn. 3265; rozdział 3 tomu 2 pt. „Nauka prawodawstwa i prawnictwa polskiego” – napisał J. W. Bandtkie (uzupełnienia podają: A. T. Chłędowski: Spis dzieł polskich opuszczonych lub źle oznaczonych w Bentkowskiego „Historii literatury polskiej...”, Pamiętnik Lwowski 1818 i odb. Lwów 1818; J. G. Styczyński: Do historii literatury polskiej mały dodatek, Dziennik Wileński 1818–1819, 1821–1822)
- Wstęp do historii powszechnej[5], Warszawa 1821
- Rys nauk historycznych dla słuchaczów akademickich, wyd. 1821 (informację podaje Polski Słownik Biograficzny)
- „O znakach przecinkowych w piśmie, czyli znakach pisarskich”, Rozprawy i wnioski o ortografii polskiej przez Deputację od Król. Tow. Warsz. Przyj. Nauk wyznaczoną, Warszawa 1830 i odb.
- Spis medalów polskich lub z dziejami krainy polskiej stycznych, w Gabinecie Król. Aleks. Uniwersytetu w Warszawie znajdujących się, tudzież ze zbiorów i pism rozmaitych lub podań zebrany i porządkiem lat ułożony, Warszawa 1830
- O orderach, wyd. 1834 (informację podaje Polski Słownik Biograficzny)
- O nagrodach i znakach honorowych w Polszcze od najdawniejszych czasów do 1835 r. Wiadomości historyczne z polecenia Komisji Rządowej Spr. Wewn. Duch. i Ośw. Publ. zebrane... z dołączeniem rysunków (32 tablic kolorowanych), rękopis: Biblioteka PAN Kraków, sygn. 1414 (por. podobną publikację O orderach)
- Spis ksiąg obejmujących czynności i pisma dawnej Metryki Koronnej, a w części i Metryki Litewskiej, tudzież wszelkich akt do dawnej Polski ściągających się, od r. 1800 stopniowo przyłączonych itd. z dodaniem przybytków... od r. 1838–40 pozaciąganych uzupełniony, Warszawa 1840 (2 edycje)
- Spis akt dawnych w głównym Archiwum Królestwa Polskiego w Warszawie znajdujących się, dodatkiem przybytków... uzupełniony, Warszawa 1840
- artykuły znajdujące się w czasopismach i księgach zbiorowych: Allgemeine Encyklopädie d. Wissenschafte unf Künste (Lipsk), Allgemeine Literatur-Zeitung (Halle, 1806-1820), Biblioteka Warszawska (członek redakcji od roku 1842, pisywał art. w latach 1845-1849), Dziennik Warszawski (1825), Gazeta Korespondenta Warszawskiego i Zagranicznego (tu: „Odpowiedź na uwagi nad pismem o Historii literatury polskiej”, w nr 10 Gazety Korespondenta Warszawskiego umieszczone, rok 1814, nr 13), Gazeta Poranna (około 1834), Kurier Warszawski (1823), Nowy Pamiętnik Warszawski (1805), Pamiętnik Warszawski (1810), Pamiętnik Warszawski (redaktor w latach 1815–1821; tu m.in. „O księgarstwie w Polszcze”, 1818; przedr. w art.: „Początki księgarstwa powszechnego”, Przegląd Księgarski 1928, nr 26; Spis rzeczy zawartych w XXI tomach Pamiętnika Warszawskiego, 1821, t. 21), Patriota (1830), Pädagogische Bibliothek (Gotha, przed rokiem 1825), Piśmiennictwo Kraj. (około roku 1840), Posiedzenie Publ. Król. Uniw. Warsz. (tu: „Co jest oświata i jaki naród oświeconym nazwać można”, 1818; „Żywot i prace uczone ks. W. Skrzetuskiego”, 1827), Rocznik Tow. Warsz. Przyj. Nauk (tu: „Wiadomość o życiu i pismach W. Surowieckiego, t. 21, 1827)
- ponadto z rękopisu niektóre materiały Bentkowskiego ogł. T. Sterzyński „Materiały do dziejów księgarstwa w Polsce”, Przegląd Księgarski 1930, nr: 8–11, 14, 16–17.

### Przekłady
- J. F. Lullin de Chateauvieux: Rękopism nadesłany z Wyspy Św. Heleny niewiadomym sposobem. Przełożony na polskie z francuskiego egzemplarza wydanego w Londynie u P. Murray 1817 r. Dodane jest zdanie o tymże piśmie, Warszawa 1817 (przekł. przypisywano również K. Brodzińskiemu i K. Stronczyńskiemu)
- F. P. G. Guizot: Dzieje cywilizacji europejskiej od upadku cesarstwa rzymskiego zachodniego do rewolucji francuskiej, Warszawa 1842.

### Prace edytorskie
- F. Gedike: Wypisy dla poczynających się uczyć języka łacińskiego do użycia Polaków przystosowane, Warszawa 1806; wyd. następne: pt. Wypisy z rozmaitych pisarzy dla poczynających się uczyć języka łacinskiego, wyd. 2 poprawne, Warszawa 1809
- S. B. Linde: Słownik języka polskiego, t. 1–6, Warszawa 1807-1814 (Bentkowski współpracował przy redagowaniu, poprawiał tekst i prowadził korektę tomu 1)
- J. P. Woronicz: Sybilla. Poema historyczne we 4 pieśniach z ryciną z wizerunkiem świątyni Sybilli, Lwów (Warszawa) 1818 (na karcie tytułowej ps. wydawcy: Niebylski)
- Encyklopedia obrazowa systematyczna, z 226 tablic, wizerunków i ich objaśnienia złożona, do wszelkiego dzieła encyklopedycznego za objaśnienia służąca. Według wydania Herdera we Fryburgu pt. „Systematische Ritter-Galerie zur Allgem. Deutschen Real-Encyclopedie oder Conversations-Lexikon”, Warszawa 1835; wyd. następne: Warszawa 1837; Warszawa 1838 (Bentkowski stał na czele redakcji).

### Listy
- Do S. B. Lindego z roku 1809, rękopis: Biblioteka Narodowa, sygn. 2674
- Do Jana Śniadeckiego z 26 lutego 1814, ogł. M. Baliński Pamiętniki o Janie Śniadeckim, t. 2, Wilno 1865, s. 396–398
- Do Jana Śniadeckiego z lat: 1814, 1826, rękopis: Biblioteka Jagiellońska, sygn. 3131
- Do S. K. Potockiego, rękopisy z lat 1814–1820, Archiwum Główne Akt Dawnych (Archiwum Wilanowskie, sygn. 271)
- Do A. J. Czartoryskiego z Warszawy z 19 maja 1815 wraz z adresem do cara Aleksandra I, rękopis: Biblioteka Czartoryskich, sygn. 5476
- Do J. Lelewela 10 listów z lat 1815–1825, rękopis: Biblioteka Jagiellońska, sygn. 4435
- Do Komisji Wyznań i Oświecenia z roku 1817, ogł. T. Wierzbowski Materiały do dziejów piśmiennictwa polskiego, t. 2, Warszawa 1904
- Do A. Osińskiego 2 listy z roku 1819, ogł. S. Vrtel-Wierczyński, Pamiętniki Literackie, rocznik 10 (1911), s. 85–86
- Do A. K. Czartoryskiego, rękopis: Biblioteka Czartoryskich, sygn. Ew. 589 (Arch. Domowe nr 21) pt. Korespondencja A. K. Czartoryskiego, t. 1: A–G
- Do W. Ostrowskiego z 19 lutego 1834, ogł. W. Hahn, Pamiętniki Literackie, rocznik 14 (1916)
- Do J. i A. Zawadzkich z lat 1837–1840, ogł. T. Turkowski Materiały do dziejów literatury i oświaty na Litwie i Rusi, t. 2, Wilno 1937, s. 249–250, 258–260, 264–267, 273
- Do A. J. Czartoryskiego, rękopis: Biblioteka Uniwersytetu Warszawskiego, sygn. 2795 (Pol. F. XVIII, 8)
- Korespondencja z różnymi osobami, m.in. listy od: J. S. Bandtkiego, K. Brodzińskiego, F. Wężyka; rękopis: Biblioteka Narodowa, sygn. 7512
- Od K. Brodzińskiego 5 listów z lat: 1818, 1821, 1824 i 1827; od J. S. Bandtkiego fragm. listu z 11 czerwca 1820; od F. Wężyka z 7 stycznia 1821; ogł. J. Korpała Materiały dotyczące życia i twórczości K. Brodzińskiego; w zbiorze „Miscellanea z lat 1800–1850”, Wrocław 1963, Archiwum Literatury, t. 7; z rękopisów Biblioteki Narodowej, sygn. 7512 i Archiwum Główne Akt Dawnych (Archiwum Towarzystwa Przyjaciół Nauk, sygn. 27)
- Od J. U. Niemcewicza z roku 1829, ogł. A. Kraushar Tow. Warsz. Przyj.Nauk, t. 7, Kraków 1906
- Program historii powszechnej, ogł. T. Wierzbowski Materiały do dziejów piśmiennictwa polskiego, t. 2, Warszawa 1904; ogł. J. Bieliński Królewski Uniwersytet Warszawski, t. 2, Warszawa 1912
- Autobiografia, ogł. J. Bieliński Królewski Uniwersytet Warszawski, t. 2, Warszawa 1912.